# Maria Baranova
Maria Baranova (née le 5 avril 1992 à Lohja en Finlande), est une danseuse de ballet finlandaise d'origine ukrainienne. Elle est actuellement danseuse étoile du Ballet de l'État de Bavière (de).

## Biographie

### Débuts
Née de parents ukrainiens en Finlande, Maria Baranova a commencé sa carrière de danseuse à l'âge de trois ans,. Elle a passé ses années de formation à l'Institut de danse d'Helsinki, tout en fréquentant l'École franco-finlandaise d'Helsinki. Après neuf ans de formation à l'Institut de danse d'Helsinki, elle a participé au prestigieux concours de jeunes danseurs Prix de Lausanne en Suisse. Son succès au concours lui a valu une offre de bourse de John Neumeier, directeur artistique de l'École de Ballet de Hambourg. Cela a marqué un moment décisif dans sa carrière.

### Carrière internationale
Grâce aux conseils et au mentorat de Neumeier à l'École de Ballet de Hambourg, Baranova est rapidement passée en classe supérieure et a obtenu son diplôme avec un rôle principal dans Des Knaben Wunderhorn, chorégraphié par Neumeier et composé par Gustav Mahler. Elle a travaillé au Ballet de Hambourg pendant trois ans (2009-2011), au cours desquels elle a interprété divers rôles de soliste et a été engagée dans plusieurs créations de Neumeier.
En 2011, Baranova a accepte le poste de danseuse étoile au Ballet national de Finlande, où elle a interprété plusieurs rôles de soliste, notamment dans Manon (en).
En avril 2015, Mikko Nissinen (en), le directeur artistique du Boston Ballet, a invité Baranova à rejoindre son équipe à Massachusetts. Elle a travaillé aux États-Unis jusqu'en 2019. Baranova a retourné en Europe après s'être vu proposer un poste de danseuse étoile chez son employeur actuel, le Ballet de l'État de Bavière.

### Récompenses et distinctions
Baranova a remporté des succès en compétition au niveau international, le prix le plus notable étant le prix Erik Bruhn à Toronto, Canada, avec le pas de deux du deuxième acte de Giselle et les Dialogues de Chopin créés spécifiquement pour elle par Neumeier. Elle a gagné le premier prix de la Compétition Internationale de Ballet d'Helsinki (fi) en 2012.
- Prix Pro Dance (fi), Helsinki, 2014[3]
- Médaille d'argent en division féminine senior à la Compétition Internationale de Ballet d'Helsinki, Finlande, 2012[10]
- Lauréate du prix Erik-Bruhn à Toronto, Canada, 2011[7]
- Médaille de bronze en division junior au Concours international de ballet de Varna en Bulgarie, 2010[11]
- Lauréate de la division féminine junior au Concours International de Ballet d'Helsinki, Finlande, 2009[12]
- Médaille de bronze au Concours International de Ballet Premio Roma à Rome, Italie, 2008[3]
- Médaille d'argent au Concours International de Ballet de Grasse, France, 2007[3]
- Lauréate du Concours de Ballet Scandinave à Mora, en Suède, en 2007[13]
- Prix Pro Dance, Helsinki, Finlande, 2006[3]